# Trasporti a Gibuti
Questa voce raccoglie le principali tipologie di Trasporti a Gibuti.

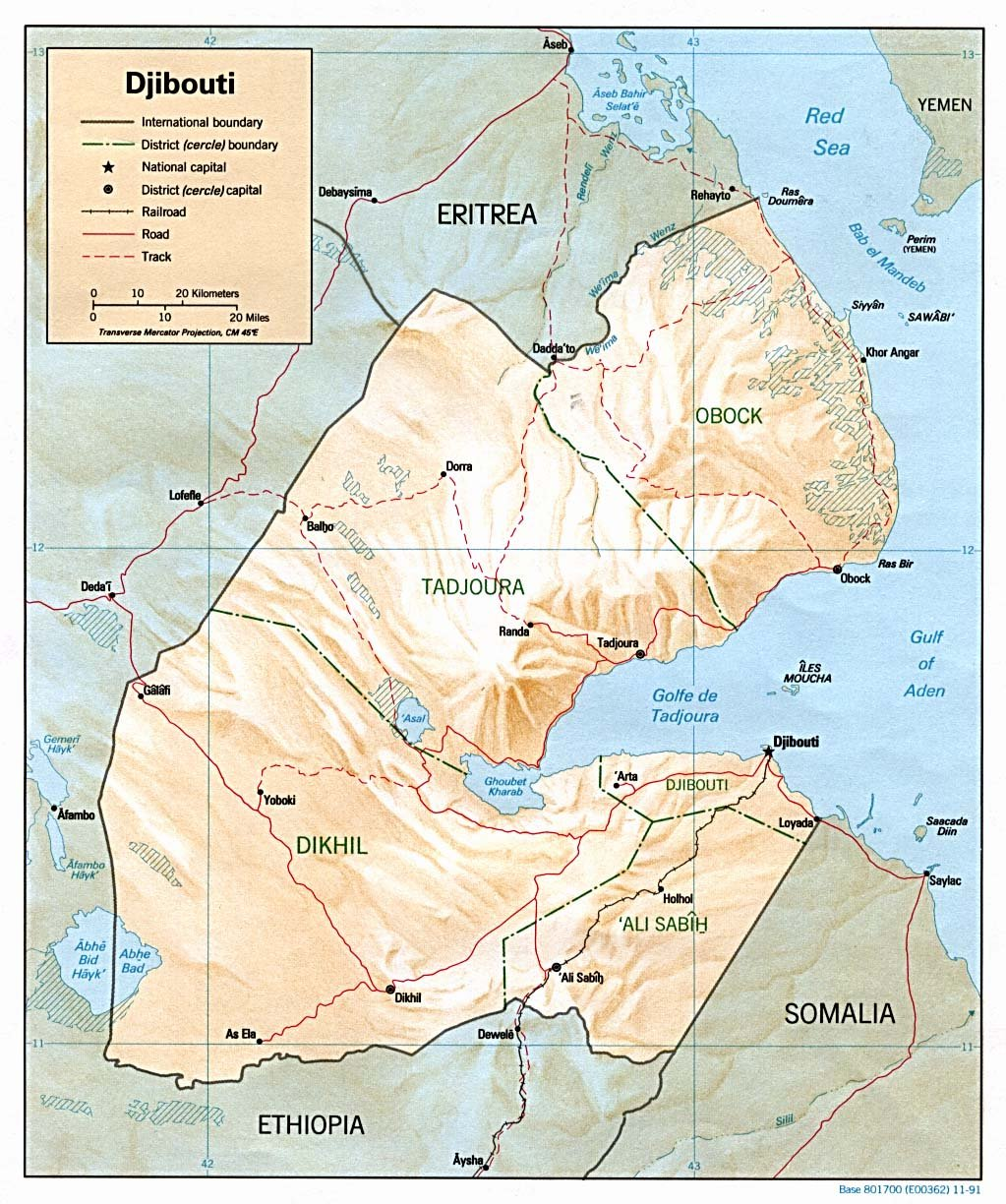
Gibuti: carta geopolitica con rete ferroviaria e stradale.

## Trasporti su rotaia

### Rete ferroviaria
In totale: 106 km di linee ferroviarie, con scartamento 1000 mm (dati 1995)
- Collegamento a reti estere contigue
  - assente
    - con cambio di scartamento
      - 1000/1067 mm: Sudan
      - 1000/950 mm: Eritrea

  - presente
    - con stesso scartamento: Etiopia.

### Reti metropolitane
Il Gibuti non dispone di metropolitana.

### Reti tranviarie
Anche il servizio tranviario è assente.

## Trasporti su strada

### Rete stradale
Strade pubbliche: in totale 2.890 km (dati 1996)
- asfaltate: 364 km
- bianche: 2.526 km.

### Reti filoviarie
Attualmente in Gibuti non esistono filobus. 

### Autolinee
Nella capitale, Gibuti, ed in poche altre zone abitate, operano aziende pubbliche e private che gestiscono i trasporti urbani, suburbani ed interurbani esercitati con autobus.

## Porti e scali
- Gibuti.

## Trasporti aerei

### Aeroporti
In totale: 12 (dati 1999)
a) con piste di rullaggio pavimentate: 2
- oltre 3047 m: 1
- da 2438 a 3047 m: 1
- da 1524 a 2437 m: 0
- da 914 a 1523 m: 0
- sotto 914 m: 0

b) con piste di rullaggio non pavimentate: 10
- oltre 3047 m: 0
- da 2438 a 3047 m: 0
- da 1524 a 2437 m: 2
- da 914 a 1523 m: 5
- sotto 914 m: 3.